# Malinišče
Malinišče – wieś w Słowenii, w gminie Osilnica. W 2018 roku liczyła 2 mieszkańców.